# Брандт, Марианна
Марианна Брандт (урожд. Мария Бишоф, нем. Marianne Brandt; 12 сентября 1842 — 9 июля 1921) — австрийская и немецкая оперная певица (контральто).

## Биография
Мария Бишоф родилась в Вене в 1842 году. Музыкальное образование получила в консерватории родного города.
Дебютировала в 1867 году в роли Рахиль в опере «Жидовка» в Оломоуце и вскоре получила ангажемент Грацской оперы.
В 1868 году, во время гастролей в Берлинской придворной опере после сенсационного выступления в роли Азучены в «Трубадуре» Верди и Фидес в «Пророке» Мейербера Брандт тут же получила ангажемент. До 1886 года она была единственной певицей-контральто в берлинской опере.
В 1869—1870 годах она продолжила обучение в Баден-Бадене у Полины Виардо. Выступая в Берлинской придворной опере, она выезжала на гастроли в Лондон и Вену.
В1884-1888 годах Марианна Брандт с большим успехом выступала в течение нескольких сезонов в «Метрополитен-опера» вместе с дирижёром Антоном Зайдлем, в общей сложности за это время она исполнила 18 ролей для контральто 160 раз. Одновременно с ней на сцене «Метрополитен-опера» выступали двое других немецких певцов: сопрано Лили Леманн и бас-баритон Эмиль Фишер.
В последующие четыре года её восторженно принимали оперные сцены Роттердама, Мюнхена, Маннхайма, Касселя, Штутгарта, Карлсруэ, Франкфурта-на-Майне, Гамбурга, Базеля, Граца, Брюнна и Риги.
Марианна Брандт принадлежит к числу вагнеровских певцов. В 1876 и 1882 годах она была участницей Байройтского фестиваля на премьерах опер Р. Вагнера «Гибель богов» и «Парсифаль», а также участвовала в премьерах опер «Валькирия», « Зигфрид», «Тристан и Изольда», «Риенци», «Нюрнбергские мейстерзингеры», «Парсифаль» в «Метрополитен-опера».
Была близким другом Рихарда Вагнера и Ференца Листа.
Обладала голосом исключительно широкого диапазона, что позволяло ей исполнять партии сопрано. Несмотря на то, что наибольшие успехи певицы связаны с вагнеровским репертуаром, современники считали лучшей её партией Леонору в опере «Фиделио» Бетховена, в которой она добилась гармонического единства вокального и сценического образа, воплощения ярких эмоциональных контрастов.
В 1890 году она вернулась в Вену, став педагогом по вокалу и иногда выступая в концертах.
Её голос сохранился на нескольких записях начала 90-х годов XIX века.
В 1921 году певица скончалась в Вене и была похоронена на аллее для почётных граждан на венском кладбище Хадерсдорф.

## Известные роли
- Рахиль — «Жидовка» Галеви, Оломоуц, 1867 (дебют)
- Фидес — «Пророк» Мейербера, Берлин, 1868
- Азучена — «Трубадур» Верди, Берлин, 1868
- Леонора — «Фиделио» Бетховена, Лондон, 1872 и Нью-Йорк, 1884
- Брангена — «Тристан и Изольда» Вагнера , Лондон, 1882 и Нью-Йорк, 1886
- Магдалина — «Нюрнбергские мейстерзингеры» Вагнера, Нью-Йорк, 1886
- Астарот — «Царица Савская» Гольдмарка, Нью-Йорк, 1885
- Адриано — «Риенци» Вагнера, Нью-Йорк, 1885
- Эглантина — «Эврианта» Вебера, Нью-Йорк, 1887